# Charan Jeath Singh
Charan Jeath Singh, né vers 1962, est un homme d'affaires et homme politique fidjien.

## Biographie
Originaire de la ville de Labasa, il est scolarisé dans cette ville puis suit une formation de pilote à Auckland en Nouvelle-Zélande. Il est pilote de ligne pour Air Pacific de 1982 à 1987 avant de se lancer dans les affaires, fondant avec son épouse en 1987 un conglomérat d'entreprises comprenant des supermarchés, des hôtels, des agences immobilières et des usines. Son conglomérat brasse plusieurs millions de dollars fidjiens.
Il entre en politique en 1992 en étant élu conseiller municipal à Labasa, via une liste appelée « Association des contribuables ». Candidat pour le Parti de la fédération nationale (PFN) aux élections législatives fidjiennes de 1994, il est élu à la Chambre des représentants ; à cette date, la Constitution impose une représentation exclusive ethnique à la Chambre, et il est le député de la circonscription ethnique indo-fidjiennne de Macuata-ouest. Il siège sur les bancs de l'opposition parlementaire au gouvernement de Sitiveni Rabuka. Pour les élections de 1999, il quitte le parti et se présente comme candidat du Parti travailliste national unifié ; il est battu dans sa circonscription par le candidat du Parti travailliste fidjien. Dans le même temps, il est maire de Labasa de 1999 jusqu'à sa large défaite face au Parti travailliste aux élections municipales de 2005,. Il est candidat malheureux pour le Parti de l'alliance nationale aux élections législatives de 2006, dans la circonscription ethnique indo-fidjienne de Vanua Levu-ouest. En 2008 il fonde le Parti populaire des Fidji, qu'il dissout en 2013,.
Il ré-adhère au PFN et est élu député lors des élections législatives de 2018, siégeant dans l'opposition au gouvernement de Frank Bainimarama. En mars 2022 il invite Sitiveni Rabuka, le chef du parti d'opposition Alliance populaire, à une discussion à son Grand Eastern Hotel à Labasa ; à l'issue de leur entretien, il quitte à nouveau le PFN et adhère à l'Alliance populaire,. Réélu député avec cette nouvelle étiquette aux élections de 2022, il est nommé ministre du Sucre et ministre des Affaires multi-ethniques par Sitiveni Rabuka, le nouveau Premier ministre. Le ministère des Affaires multi-ethniques est chargé des intérêts des citoyens non-autochtones, c'est à dire principalement des Indo-Fidjiens mais aussi des Fidjiens d'ascendance européenne, d'Asie orientale ou océanienne. L'industrie sucrière, l'une des principales industries de l'économie des Fidji, dépend quant à elle principalement d'agriculteurs indo-fidjiens.